# チキン・ハート
『チキン・ハート』（ちきん・はーと）は、2002年8月3日公開の日本映画。

## 概要
清水浩監督第2作。
第55回カンヌ国際映画祭国際批評家週間招待、日本芸術文化振興会映画芸術振興事業作品。

## ストーリー
おでん屋の親爺（荒木経惟）の元に夜な夜な集まる３人の男、元ボクサーで“殴られ屋”の岩野（池内博之）、殴られ屋を手伝う丸（松尾スズキ）、岩野と同じアパートに住むサダ（忌野清志郎）。特にやる事も無く日々を過ごす３人にも、ある日転機が訪れる……

## スタッフ
- 製作：森昌行　吉田多喜男
- 監督：清水浩
- 脚本：清水浩
- 撮影：高瀬比呂志
- 美術：新田隆之
- 編集：三條知生

## 出演
- 池内博之
- 松尾スズキ
- 忌野清志郎
- 荒木経惟
- 岸部一徳
- 尾美としのり